# 龙昌镇
龙昌镇，是中华人民共和国贵州省黔南布依族苗族自治州福泉市下辖的一个乡镇级行政单位。
2014年1月7日，贵州省人民政府批复同意福泉市部分乡镇行政区划调整，将原谷汪乡的云雾村划入龙昌镇管辖。

## 行政区划
龙昌镇下辖以下地区：
龙昌社区、长冲村、枫香树村、仓盈湾村、龙昌村、龙井村和云雾村。